# 白羽ゆり
白羽 ゆり（しらはね ゆり、1978年12月28日 - ）は、日本の女優。元宝塚歌劇団雪組・星組トップ娘役。
福島県福島市、桜の聖母学院高等学校出身。身長161.5cm。血液型A型。愛称は「となみ」。
所属事務所はホリプロ。

## 来歴
1996年、宝塚音楽学校入学。
1998年、音楽学校卒業後、宝塚歌劇団に84期生として入団。宙組公演「エクスカリバー／シトラスの風」で初舞台。
1999年、組まわりを経て月組に配属。
ゴージャスで大人びた美貌の娘役として注目を集め、2000年の「更に狂はじ」（日本青年館・バウホール公演）で、バウホール・東上公演初ヒロイン。
2001年7月13日付で雪組へと組替え。
2002年、絵麻緒ゆう・紺野まひるトップコンビ大劇場お披露目であり退団公演ともなる「追憶のバルセロナ」で、新人公演初ヒロイン。その後も3度に渡って新人公演ヒロインを務める。
2004年の「花供養」（日生劇場公演）で、専科理事の轟悠の相手役を務め、ヒロイン。
2005年2月14日付で星組へ組替えとなり、同年に檀れい退団後の星組トップ娘役に就任。湖月わたるの2人目の相手役として、翌年の「ベルサイユのばら」で新トップコンビ大劇場お披露目。自身最大の当たり役となるマリー・アントワネットを演じる。
湖月の退団後、2006年11月13日付で古巣の雪組へ再び組替えとなり、同年12月25日付で雪組トップ娘役に就任。新トップ水夏希の相手役として、翌年の「エリザベート」で新トップコンビ大劇場お披露目。五代目エリザベートを演じる。
2009年5月31日、「風の錦絵／ZORRO 仮面のメサイア」東京公演千秋楽をもって、宝塚歌劇団を退団。
退団後は舞台・ドラマ・映画に幅広く活動している。

## 宝塚歌劇団時代の主な舞台

### 初舞台
- 1998年3 - 5月、宙組『エクスカリバー』『シトラスの風』（宝塚大劇場）[5][10]

### 組まわり
- 1998年7 - 8月、宙組『エクスカリバー』『シトラスの風』（1000days劇場）
- 1998年10 - 12月、宙組『エリザベート』（宝塚大劇場のみ）

### 月組時代
- 1999年3 - 4月、『から騒ぎ』（バウホール）
- 1999年5 - 6月、『螺旋のオルフェ』『ノバ・ボサ・ノバ』（宝塚大劇場）
- 1999年7月、『ブエノスアイレスの風』（神戸国際会館・日本青年館）
- 1999年8 - 9月、『螺旋のオルフェ』『ノバ・ボサ・ノバ』（1000days劇場）
- 1999年12月、『プロヴァンスの碧い空』（ドラマシティ）
- 2000年2 - 4月、『LUNA』 - 新人公演：サラ（本役：那津乃咲）『BLUE・MOON・BLUE』（宝塚大劇場のみ） エトワール
- 2000年6 - 7月、ベルリン公演『宝塚 雪・月・花』『サンライズ・タカラヅカ』（フリードリッヒシュタット・パラスト劇場）[10]
- 2000年7 - 8月、『更に狂はじ』（日本青年館・バウホール） - みづのえ バウ・東上初ヒロイン[8][2][5][10]
- 2000年9 - 11月、『ゼンダ城の虜』 - 新人公演：アマンダ（美々杏里）『ジャズマニア』（宝塚大劇場のみ）
- 2001年1 - 2月、『いますみれ花咲く』『愛のソナタ』 - 女の子、新人公演：マルガレーテ（本役：西條三恵）（東京宝塚劇場）
- 2001年3月、『Practical Joke（ワルフザケ）』（ドラマシティ・赤坂ACTシアター） - ソニア
- 2001年5 - 7月、『愛のソナタ』 - 女の子、新人公演：マルガレーテ（本役：西條三恵）『ESP!!』（宝塚大劇場）

### 雪組時代
- 2001年10 - 11月、『愛 燃える』 - 菫花、新人公演：婉華（本役：紺野まひる）『Rose Garden』（宝塚大劇場）
- 2001年11月、『Over The Moon-月影瞳 クロニクル-』（バウホール） - リリアン
- 2002年1 - 2月、『愛 燃える』 - 菫花、新人公演：婉華（本役：紺野まひる）『Rose Garden』（東京宝塚劇場）
- 2002年4月、専科・雪組『風と共に去りぬ』（日生劇場） - スカーレットII[10]
- 2002年5 - 9月、『追憶のバルセロナ』 - セシリア・オリバレス、新人公演：イサベル（本役：紺野まひる）『ON THE 5th』 新人公演初ヒロイン[12][10]
- 2002年10 - 11月、『ホップ スコッチ』（バウホール・日本青年館） - バーバラ・マックイーン[10]
- 2003年1 - 2月、『春麗の淡き光に』 - 上臈、新人公演：蘇芳（本役：美穂圭子）『Joyful!!』（宝塚大劇場）
- 2003年3月、『恋天狗』（バウホール） - お八重 バウWSヒロイン
- 2003年3 - 5月、『春麗の淡き光に』 - 上臈、新人公演：蘇芳（本役：美穂圭子）『Joyful!!』（東京宝塚劇場）
- 2003年6 - 7月、『春麗の淡き光に』 - 上臈『Joyful!!』（全国ツアー）
- 2003年8 - 12月、『Romance de Paris』 - パトリシア、新人公演：ナディア・ジャミーラ（本役：舞風りら）『レ・コラージュ』 新人公演ヒロイン[12][10]
- 2004年1 - 2月、『Romance de Paris』 - パトリシア『レ・コラージュ』（中日劇場）
- 2004年4 - 7月、『スサノオ』 - オキノヒメ、新人公演：アマテラスオオミカミ（本役：初風緑）『タカラヅカ・グローリー!』 エトワール[10]
- 2004年9月、特別『花供養』（日生劇場） - お与津御寮人 ヒロイン[13][10]
- 2004年11 - 2005年2月、『青い鳥を捜して』 - ブレンダ・バートン、新人公演：ケイト・フランクール（本役：舞風りら）『タカラヅカ・ドリーム・キングダム』 新人公演ヒロイン[19][15][10]

### 星組時代
- 2005年5 - 8月、『長崎しぐれ坂』 - 芳蓮『ソウル・オブ・シバ!!』

### 星組トップ娘役時代
- 2005年9 - 11月、『ベルサイユのばら』 - マリー・アントワネット『ソウル・オブ・シバ!!』（全国ツアー・韓国） トップお披露目公演[3][5][15][10]
- 2006年1 - 4月、『ベルサイユのばら-フェルゼンとマリー・アントワネット編-』 - マリー・アントワネット 大劇場トップお披露目公演[16][3][15][10]
- 2006年6月、『コパカバーナ』（梅田芸術劇場） - サマンサ／ローラ・ラ・マール
- 2006年8 - 11月、『愛するには短すぎる』 - バーバラ・オブライエン『ネオ・ダンディズム!』

### 雪組トップ娘役時代
- 2007年2月、『星影の人』 - 玉勇『Joyful!!II』（中日劇場） トップお披露目公演[2]
- 2007年5 - 8月、『エリザベート』 - エリザベート 大劇場トップお披露目公演[18][3][2]
- 2007年9 - 10月、『星影の人』 - 玉勇『Joyful!!II』（全国ツアー）
- 2008年1 - 3月、『君を愛してる-Je t'aime-』 - マルキーズ『ミロワール』
- 2008年5 - 6月、『外伝 ベルサイユのばら-ジェローデル編-』 - ソフィア『ミロワール』（全国ツアー）
- 2008年8 - 11月、『ソロモンの指輪』『マリポーサの花』 - セリア
- 2008年12 - 2009年1月、『カラマーゾフの兄弟』（ドラマシティ・赤坂ACTシアター） - アグラフェーナ・アレクサンドロヴナ
- 2009年3 - 5月、『風の錦絵』『ZORRO 仮面のメサイア』 - ロリータ／レディゾロ 退団公演[6][3]

### 出演イベント
- 2000年9月、TCAスペシャル2000『KING OF REVUE』
- 2000年10月、第41回『宝塚舞踊会』
- 2001年6月、TCAスペシャル2001『タカラヅカ夢世紀』
- 2001年7月、大空祐飛ディナーショー『Selfish…』
- 2002年6月、TCAスペシャル2002『DREAM』
- 2002年7月、成瀬こうきディナーショー『SMILE』[20]
- 2003年6月、TCAスペシャル2003『ディア・グランド・シアター』
- 2003年10月、第44回『宝塚舞踊会』
- 2004年4月、『宝塚歌劇90周年記念式典』
- 2004年7月、TCAスペシャル2004『タカラヅカ90』
- 2005年4月、TCAスペシャル2005『Beautiful Melody Beautiful Romance』
- 2005年6月、『ゴールデン・ステップス』
- 2005年12月、『花の道 夢の道 永遠の道』
- 2006年9月、TCAスペシャル2006『ワンダフル・ドリーマーズ』
- 2006年9 - 10月、湖月わたるディナーショー『Passion』[21]
- 2007年9月、TCAスペシャル2007『アロー!レビュー!』
- 2008年12月、タカラヅカスペシャル2008『La Festa!』
- 2009年4月、白羽ゆりミュージック・サロン『SWAN』 主演[7]

## 宝塚歌劇団退団後の主な活動

### 舞台
- 2009年12 - 2010年1月、『シェルブールの雨傘』（日生劇場・シアターBRAVA!） - ジュヌヴィエーヴ・エムリ[22]
- 2011年1月、『銀河英雄伝説 第一章 銀河帝国編』（青山劇場） - グリューネワルト伯爵夫人アンネローゼ
- 2011年10 - 11月、『I LOVE YOU, YOU'RE PERFECT, NOW CHANGE』（東京グローブ座・電力ホール・阪急中ホール・キャナルシティ劇場）[23]
- 2012年1月、『ボニー&クライド』（青山劇場・新歌舞伎座） - ブランチ[24]
- 2012年11 - 12月、『エリザベート スペシャル ガラ･コンサート』（東急シアターオーブ・梅田芸術劇場） - エリザベート[25]
- 2013年3 - 4月、『銀河英雄伝説 第三章 内乱』（青山劇場） - アンネローゼ・フォン・グリューネワルト
- 2013年8月、『銀河英雄伝説 初陣 もうひとつの敵』（日本青年館） - アンネローゼ・フォン・グリューネワルト
- 2013年9月、『SEMPO-日本のシンドラー杉原千畝物語-』（中劇場） - エバ
- 2014年7 - 8月、『ピーターパン』（KAAT神奈川芸術劇場・東京国際フォーラム・広島文化学園HBGホール・梅田芸術劇場・リンクステーションホール青森） - ダーリング夫人／タイガー・リリー[26]
- 2015年4月、『CLUB SEVEN 10th stage!』（シアタークリエ・福岡市民会館・愛知県芸術劇場・ドラマシティ）[27]
- 2015年6月、『銀河英雄伝説 星々の軌跡』（Zeppブルーシアター六本木） - アンネローゼ・フォン・グリューネワルト[注釈 1]
- 2015年7 - 8月、『ピーターパン』（東京国際フォーラム・梅田芸術劇場） - ダーリング夫人／タイガー・リリー[28]
- 2016年12 - 2017年1月、『エリザベート TAKARAZUKA20周年 スペシャル・ガラ・コンサート』（梅田芸術劇場・オーチャードホール） - エリザベート[29]
- 2017年6 - 9月、『魔女の宅急便』（新国立劇場・ドラマシティ） - おソノ[30]
- 2018年4 - 9月、『アニー』（新国立劇場・福岡市民会館・ドラマシティ・新潟テルサ・フォレストホール） - グレース[31]
- 2018年6 - 7月、『魔女の宅急便』（新国立劇場・メルパルク大阪） - おソノ[32]
- 2019年1 - 2月、『ベルサイユのばら45〜45年の軌跡、そして未来へ〜』（東京国際フォーラム・梅田芸術劇場） - マリー・アントワネット[33]
- 2019年10 - 12月、『里見八犬伝』（なかのZERO・梅田芸術劇場・福岡サンパレス・名古屋文理大学文化フォーラム・明治座）[34]
- 2021年3 - 4月、『魔女の宅急便』（新国立劇場・愛知県芸術劇場・メルパルク大阪） - おソノ[35]
- 2021年4月、『エリザベート TAKARAZUKA25周年スペシャル・ガラ・コンサート』（梅田芸術劇場・東急シアターオーブ） - エリザベート[36]
- 2021年10月、『HOPE』（本多劇場） - マリー[37]
- 2021年12 - 2022年1月、『フィスト・オブ・ノーススター〜北斗の拳〜』（日生劇場・梅田芸術劇場・愛知県芸術劇場） - トウ／トヨ[38]
- 2022年8 - 、『ハリー・ポッターと呪いの子』（TBS赤坂ACTシアター） - ジニー・ポッター[注釈 2][39]
- 2023年10 - 11月、『Greatest Dream』（東京建物 Brillia HALL・梅田芸術劇場）[40]
- 2024年3月、『魔女の宅急便』（日本青年館・新歌舞伎座） - おソノ[41]
- 2024年5 - 6月、『ベルサイユのばら50』（梅田芸術劇場・東京建物 Brillia HALL・御園座） - マリー・アントワネット[42]
- 2025年5 - 6月、『魔女の宅急便』（マカオ・新国立劇場） - おソノ[43]

### ドラマ
- 華麗なるスパイ 第2話（2009年7月、NTV系） - 紅井令子
- 冬のサクラ（2011年1月 - 3月、TBS系） - 白石理恵
- ドラマW・『造花の蜜』（2011年11月 - 12月、WOWOW） - 小川汀子
- 最高の人生の終り方〜エンディングプランナー〜 第5話、第6話（2012年2月9日、TBS系） - 川原彩
- たぶらかし-代行女優業・マキ-（2012年4月 - 6月、読売テレビ・日本テレビ系） - 藤ミネコ
- 黒の女教師 第8話（2012年9月7日、TBS系） - 組子
- NHK大河ドラマ・八重の桜（2013年1月 - 12月、NHK総合） - 山川登勢
- クロコーチ 第8話、第9話（2013年11月29日・12月6日、TBS系） - 井手聡子
- 科捜研の女 第13シリーズ 第12話（2014年2月13日、EX系） - 亀谷操
- S -最後の警官- 第6話、第7話（2014年2月16日・2月23日、TBS系） - 西原由紀子
- 月曜ゴールデン・警視庁南平班〜七人の刑事〜7（2014年6月2日、TBS系） - 足立裕子
- 金曜プレステージ・医療捜査官 財前一二三5（2014年6月6日、CX系） - 柿沢真白
- キャロリング〜クリスマスの奇跡〜（2014年11月 - 12月、NHK BSプレミアム） - 朝倉恵那
- ラギッド!（2015年2月21日・28日、NHK BSプレミアム） - 大城弥与以
- ど根性ガエル（2015年7月 - 9月、日本テレビ系） - よし子先生
- わたしを離さないで 第4話、第5話、第6話 - （2016年2月 - 、TBS） - 金井あぐり
- 東京センチメンタル第9話（2016年3月12日、TX系） - 雪乃
- 警視庁捜査一課9係 season11 第5話（2016年5月4日、テレビ朝日系） - 姫川マヤ
- 土曜ワイド劇場・人類学者・岬久美子の殺人鑑定6（2016年6月11日、テレビ朝日系） - 永田清美
- 男と女のミステリー時代劇 第12話「老いての楽しみ」（2016年9月13日、BSジャパン） - つや
- 黒い十人の女（2016年9月29日 - 12月2日、読売テレビ・日本テレビ系） - 卯野真衣
- ミステリースペシャル・狩矢父娘シリーズ18（2017年3月23日、テレビ朝日系） - 川村ユリ
- マッサージ探偵ジョー 第4話 (2017年4月30日、テレビ東京） - 柏崎亜紀
- 月曜名作劇場 （TBS系） 税務調査官・窓際太郎の事件簿32（2017年） ‐ 西野今日子
- ブラックリベンジ第1話（2017年10月5日、読売テレビ・日本テレビ系） - 彩香
- 日曜ワイド おかしな弁護士2 （2018年1月14日、テレビ朝日） - 野上弥生
- KBOYS 第2.10話 (2018年10月、ABCテレビ・GYAO！） - 西島友里
- メゾン・ド・ポリス  第2話（2019年1月18日、TBS） - 森元妙子
- 森村誠一サスペンス 魔性の群像 刑事・森崎慎平5（2019年1月28日） - 池澤桐子
- W県警の悲劇 第3話（2019年8月10日、BSテレ東） - 寺田和音
- ピュア! 〜一日アイドル署長の事件簿〜 第3話（2019年8月15日、NHK総合） - 藤井千佳子
- 太陽は動かない-THE ECLIPSE-（2020年5月、WOWOW） - 暢子
- 華麗なる一族第6話 (2021年5月23日、WOWOW) - 原田節子
- いりびと-異邦人-（2021年11月、WOWOW） - 財津有子
- 警視庁・捜査一課長 season6 最終話（2022年6月16日、テレビ朝日） - 沢北輝花
- ウオメシSP おいSea！おもてなし (2025年1月、福島中央テレビ) - 追川亜美

### 映画
- 2010年10月、『大奥』 - 志乃
- 2012年9月、『トリハダ-劇場版-』 - 真貴子
- 2015年2月、『でーれーガールズ』 - 佐々岡鮎子（大人時代）
- 2016年10月、『デスノート Light up the NEW world』 - 貴世河春奈
- 2024年10月、『日めくりの味』[44]

### CM
- 雪印乳業 雪印北海道100カマンベールチーズ 「おいしい理由」編（2010年）
- 資生堂 ベネフィーク「福島」篇（2014年）
- 吉野家（2016年）

## 広告
- 2004 - 2009年、『阪急交通社』トラピックス[45][1]

## 受賞歴
- 2004年、『宝塚歌劇団年度賞』 - 2003年度新人賞[46]
- 2006年、『宝塚歌劇団年度賞』 - 2005年度努力賞[46]
- 2006年、『阪急すみれ会パンジー賞』 - 娘役賞[47]
- 2007年、『宝塚歌劇団年度賞』 - 2006年度優秀賞[46]
- 2008年、『阪急すみれ会パンジー賞』 - 娘役賞[47]